# La construcció social de la realitat
La construcció social de la realitat és una obra teòrica sociològica entre les deu més importants del segle xx. Fou escrita per Peter L. Berger i Thomas Luckmann amb el títol «The social construction of reality», original de 1966. Ha estat traduïda al català per l'editorial Herder, Barcelona, 1988.
Berger i Luckmann van posar les bases de la seva concepció de societat, en què entén l'individu com un producte social definit per la pròpia biografia, l'entorn i l'experiència.
Aquesta sociologia fenomenològica vincula les estructures i les institucions socials amb els subjectes i els diferents nivells de la societat. El seu enfocament sobre la realitat social parteix de la tesi que les persones són els productes d'una societat que elles mateixes han creat:
"La societat és un producte humà. La societat és una realitat objectiva. L'home és un producte social"
Pels autors, la sociologia del coneixement s'ocupa de la construcció social de la realitat, apropant-la a la construcció quotidiana de la realitat.

## Conceptes bàsics

### Els fonaments del coneixement a la vida quotidiana
Berger i Luckmann comencen el primer capítol amb l'estudi de la realitat de la vida quotidiana, és el món del sentit comú. Es fonamenten en l'obra d'Alfred Schutz. El punt de partida és que les persones consideren els processos subjectius com realitats objectives, és a dir, els actors perceben la realitat social com independent de la seva pròpia aprehensió, com quelcom donat per descomptat.
Berger i Luckmann descriuen les interaccions cara a cara seguint les pautes de Schutz. Aquestes relacions impliquen un intercanvi immediat de significats, per tant hi ha poques tipificacions. En una relació personalitzada hi ha més espai per a la negociació. Però a mesura que ens allunyem de les relacions immediates cara a cara i ens movem vers les relacions amb persones menys íntimes, o fins i tot desconegudes, hi ha més espai per a la tipificació i menys per a la negociació interpersonal. Ras i curt, les nostres relacions amb els desconeguts són més impersonals i estereotipades. La importància de les tipificacions per a Berger i Luckmann es reflecteixen en la seva definició de les estructures socials: "la suma total d'aquestes tipificacions i de les pautes recurrents d'interacció establertes a través d'elles"
Com altres fenomenòlegs, Berger i Luckmann van assignar una gran importància al llenguatge, especialment per la seva relació amb el procés de tipificació. Consideraven el llenguatge com una forma específica del procés de la significació, un subtipus d'objectivació que es distingeix pel seu propòsit de representar una sèrie ampla de significats subjectius. El llenguatge és el sistema de símbols vocals més important de la societat car mostra la capacitat humana de comunicar significats que no són expressions immediates de subjectivitat. El llenguatge a més ens permet conèixer coses que mai hem experimentat i contribueix a acumular coneixements. En definitiva, per a en Berger i en Luckmann el llenguatge constitueix l'estructura social més important.

### La societat com a realitat objectiva
L'ordre social no succeeix naturalment, sinó que és un producte de l'activitat humana.
Una característica humana és que està subjecta a l'habituació, és a dir, una activitat molt repetida es converteix en una rutina que permet una economia d'esforços. Aquest és un pas més en el procés de construcció de sentit de la realitat social mitjançant l'externalització; és a dir, les persones desenvolupen pautes d'acció en situacions recurrents. Són els hàbits que ens faciliten decidir una acció apropiada per a cada situació.
L'habituació antecedeix a la institucionalització. És a dir, quan es converteix en una institució, un fet extern i coercitiu, com si no depenguessin de la persona, sinó que hi són com a realitats objectives. A més, les institucions desenvolupen mecanismes de control social: les institucions "controlen el comportament humà establint pautes de conducta definides prèviament". I aquestes institucions adquireixen objectivitat en el transcurs del temps. Això significa que les institucions que han cristal·litzat s'experimenten com existent per damunt i més enllà dels individus. Ras i curt, per en Berger i en Luckmann, les institucions s'experimenten alhora com si tinguessin realitat pròpia i es presenten a les persones com un fet extern i coercitiu.
Al posar l'interès en l'experiència de les institucions, els autors subratllen clarament els seus aspectes subjectius. Els infants perceben el món institucional com una realitat objectiva: és a dir, per a ells estava allà abans de néixer i seguirà al mateix lloc després de la seva mort. A mesura que els individus maduren, aprenen les seves biografies com episodis que formen part de la història objectiva de la societat. Els autors se centren, doncs, en el coneixement de la societat que tenen les persones. Així, la sociologia ha de centrar-se en la manera com els individus reconstrueixen el seu coneixement de la realitat social; no només han de centrar-se en la producció històrica del món, sinó també en la creació contínua d'aquest món sobre la base de la quotidianitat.
Rols. La definició de Berger i Luckmann dels rols és característica de la seva concepció de la realitat social objectiva. Pels autors, els rols són tipificacions d'allò que s'espera dels actors en determinades situacions socials. Els rols no han de confondre's amb les posicions objectives. Berger i Luckmann atribueixen una particular importància al rol perquè constitueix una mediació o vincle entre els món macroscòpics de significat, objectivats en una societat, i les maneres com aquests univers cobren realitat subjectiva per als individus.
La reïficació constitueix una important eina per analitzar de forma integral el món social. Els autors de La construcció social de la realitat defineixen la reïficació només com un fenomen subjectiu. La reïficació és la tendència a percebre els productes humans com si fossin quelcom distint, com fets de la natura, com a resultats de lleis còsmiques o manifestacions de la voluntat divina.
Les legitimacions i les justificacions del sistema institucional posen de manifest la tendència a ignorar les estructures objectives en el sentit més comú emprat a la sociologia. La legitimació explica l'ordre institucional atribuint validesa cognoscitiva als seus significats objectivats. La legitimació justifica l'ordre institucional adjudicant dignitat normativa als seus imperatius pràctics. La legitimació permet que les realitats ja institucionalitzades arribin a ser objectivament disponibles i subjectivament plausibles. És a dir, que estiguin a l'abast de tota la comunitat com una realitat que no depèn de les persones sinó que és així, sense que sigui necessari qüestionar-la, i que siguin acceptades com a possibles per cadascun dels membres de la comunitat.
En aquesta legitimació es poden descriure diferents nivells en què la realitat legitimada apareix d'una manera més o menys formalitzada i estructurada:
- El primer nivell de legitimació és el vocabulari. El llenguatge transmet una realitat objectiva que s'imposa a l'individu. El llenguatge no és "innocent", en el sentit que ens transmet una realitat objectivada històricament, encara que no estigui formalitzada i estructurada (per exemple, en català no té el mateix significat la paraula bruixa o el seu masculí, bruixot)
- El segon nivell són proposicions teòriques rudimentàries, com els proverbis, les sentències, els aforismes. En aquest cas hi ha un intent de generalització d'una realitat social (per exemple, el refranyer català atribueix a les dones "atributs" especials com éssers tafaneres: ‘Dona finestrera, o puta o xafardera’, ‘Cap home savi i discret diu a la dona un secret’).[11]
- El tercer nivell de legitimació són teories explícites, formalitzades i estructurades (qualsevol de les teories antifeministes).
- El quart i últim nivell són els universos simbòlics, són la matriu de tots els significats objectivats socialment i subjectivament reals. Tota la societat històrica i la biografia d'un individu es veuen com a fets que ocorren dins aquest univers. L'univers simbòlic ordena els esdeveniments col·lectius i individuals dins una unitat coherent (per seguir amb l'exemple, en tradició juedocristiana Eva neix d'una costella d'Adam, no té doncs un paper central).

### La societat com a realitat subjectiva
Aquesta tercera part tracta de com s'ha construït la societat per a l'individu. Hi ha tres moments: interiorització, objectivació i exteriorització. Amb tot no es tracta d'una seqüència temporal, sinó que més aviat tots tres caracteritzen són simultànies
La interiorització fa referència a que ningú no neix membre d'una cultura, sinó que s'hi convertirà. L'objectivació fa referència a la interiorització de continguts donats per evidents. L'exteriorització fa referència a la comunicació. Els continguts d'una cultura són interioritzats pels individus a partir de la socialització que és de dos tipus: socialització primària i secundària. La socialització primària és la que viu el nen fins a convertir-lo en un membre de la societat. La socialització secundària requereix l'adquisició de vocabularis específics de rols, com poden ser els d'un àmbit professional. En qualsevol cas, la socialització es produeix sempre, s'enfronta a canvis continus i es pot veure amenaçada quan s'enfronta a realitats diferents.

## Apunts crítics de la "construcció social de la realitat social"
La principal tesi del llibre d'en Berger i en Luckmann és que la realitat es construeix socialment, però com si no fos obra de la societat, s'imposa com un fet extern, és a dir, defensa "el caràcter natural de la societat". Així consideren que la societat és com un "organisme" amb lleis d'evolució pròpia que es desenvolupa igual que les persones, les plantes, els animals... És un organisme fruit de l'evolució de les coses i no per la voluntat humana.
Amb tot pot canviar: «Encara que les rutines, un cop establertes, comporten una tendència a persistir, sempre existeix a la consciència la possibilitat de canviar-les o abolir-les» (1983:81). I a més «la institucionalització no és un procés irreversible, malgrat el fet que les institucions, un cop formades, tendeixen a persistir» (1983:107). Segons Berger i Luckmann «els experts en legitimació tant poden operar com a justificadors teòrics de l'statu quo; també poden aparèixer com a ideòlegs revolucionaris» (1983:163), la diferència estriba en les facilitats i la gran disposició de recursos i mitjans dels primers... «L'"ensinistrament" revolucionari, el problema intrínsec resideix en la socialització de l'individu en una contradefinició de la realitat, val a dir, contra les definicions dels legitimadors "oficials" de la societat» (1983:183)

### La construcció social de la realitat i la funció del llenguatge
Si bé la realitat social produeix efectes segons la forma en la qual se la defineix i està constituïda per un complex entramat simbòlic, s'ha de reconèixer que la visió fenomenològica no té en compte que allò simbòlic és constitutiu d'allò social. Per tant, les dimensions simbòliques no estan només al nostre cap, sinó també a la pròpia realitat social.
Així, si l'única realitat (amb existència efectiva, que produeix efectes sobre nosaltres) és la realitat tal com la veiem/interpretem, la realitat social seria allò que creiem que és. En conseqüència, per exemple, només cal que algú percebi una situació, una persona o un objecte social com a perillós perquè actuï en contra com si fos objectivament perillós. Seria el cas del racisme, la xenofòbia, l'homofòbia, l'androcentrisme, l'etnocentrisme. També es mostra amb l'"etiquetatge" (estereotips, tipificació...) dels fenòmens socials. Així en "etiquetar" de radical als moviments independentistes catalans, i en utilitzar-ho per a denominar certes conductes, allò que es busca en una part de la ciutadania és "imposar" una decisió simbòlica que passa a ser constitutiu d'aquest: s'està construint una realitat social que no és definible sinó a través de les propietats simbòliques del concepte radical (i les connotacions sovint despectives per l'emissor del missatge).
En aquesta "concepció simbòlica" de la realitat, el llenguatge té una importància fonamental, el seu paper és decisiu en les operacions simbòliques: el llenguatge és l'element central de la definició de la realitat "tal com és". Com afirmen Berger i Luckmann, la realitat per excel·lència (la vida quotidiana) és imposada pel llenguatge que proporciona contínuament les objectivacions indispensables. Per tant, el fet que la realitat social tendeixi a ser d'una manera determinada i no d'una altra depèn, en part, de què utilitzem un determinat llenguatge i no un altre per parlar "en ella" i "d'ella". Alhora, el llenguatge és molt important en la construcció de la pròpia identitat. Aquesta construcció és molt complexa perquè no es tracta d'una única identitat, sinó d'identitats múltiples sorgides de les diverses interaccions socials.
Les categories lingüístiques, que utilitzem per a definir els valors o per a pensar en les nostres emocions, desenvolupen un paper essencial a la definició dels propis valors i de les emocions. Així doncs, el registre lingüístic que hom utilitza per donar a conèixer les pròpies emocions acotarà el ventall d'emocions que pot ser susceptible d'experimentar.
Ibáñez (1991)afirma de com és d'important el control del llenguatge pel manteniment de l'ordre social, també demostra les grans potencialitats "subversives" que ofereix el llenguatge. La producció de discursos ("tipus de llenguatge": plural femení, evitar paraules etiquetadores, emprar paraules "prohibides", donar èmfasi en paraules/frases reivindicatives...) "diferents" o alternatius pot contribuir a crear formes de ser diferents i realitats socials diferents. En aquest sentit, Ibáñez insta a «prendre un nova consciència de l'eficàcia social de les utopies i de la necessitat d'engendrar produccions discursives radicalment utòpiques».
La legitimació. Com legitimar un ordre institucional quan s'ha de transmetre a una nova generació? La institució es presenta com a quelcom que existeix per sobre i més enllà dels individus, amb realitat pròpia, es presenta doncs com a succés extern i coercitiu, inqüestionable... El caràcter autoevident de la institució ja no es pot mantenir ni pels records ni per les habituacions de l'individu, és aquí quan sorgeix la necessitat d'oferir explicacions i justificacions.
Segons Berger i Luckmann, la legitimació i el poder són conceptes vinculats: A tindrà autoritat sobre B si aquest creu en la legitimitat d'A, i a més i sobretot si A disposa de suficients instruments de poder front B. És a dir, es manté l'ordre social sense haver d'utilitzar altres instruments més coercitius.
Fins i tot sovint el conflicte només es té en compte quan es troba institucionalitzat: quan és conseqüència lògica d'estructura en l'"equilibri dinàmic-dialèctic". Segons Berger i Luckmann: «L'aparició d'especialistes dedicats exclusivament a la legitimació del manteniment dels universos també dona lloc a conflictes socials» (pàg. 151) o bé «(hi ha) dos tipus generals de manteniment de la realitat: manteniment de rutina i manteniment de crisi» (pàg. 187). Terminologia compartida per Ratzenhofer que considera que «el conflicto es a todas luces un caso claro de desajuste social» (Campo et al, 1976:505).
Finalment, alguns eviten el conflicte aprenent a conformar-se, sense gaire tensió, a, un o altre conjunt de normes contradictòries (Ogburn-Nimkoff, 1971:320).